# Васильев, Олег Михайлович (хоккеист)
Олег Михайлович Васильев (род. 14 мая 1967, Уфа) — советский и российский хоккеист, защитник. Хоккейный функционер.

## Биография
Воспитанник СК им. Салавата Юлаева (Уфа), тренер Ю. П. Гомоляко. Победитель чемпионата СССР 1983/84 среди юниорских команд. В том же сезоне дебютировал в первенстве СССР, проведя за команду второй лиги «Авангард» Уфа один матч. В следующем сезоне выступал за «Авангард», за молодёжную команду и команду мастеров (7 матчей в первой лиге) СК им. Салавата Юлаева. В сезоне 1985/86 играл за «Авангард», со следующего — за таллинский «Таллэкс». По ходу сезона 1988/89 вернулся в «Салават Юлаев», за который выступал в течение семи сезонов. В своём последнем сезоне 1995/96 провёл 33 матча за «Металлург» Магнитогорск и 4 — за «Кристалл» Саратов.
Выпускник ВШТ академии хоккея (2 набор).
Директор СДЮШОР ХК «Салават Юлаев» по хоккею (2003—2015, с 2020). Заместитель директора АНО ХК «Автомобилист» (2016—2017). Исполнительный директор Федерации хоккея Свердловской области и руководитель хоккейной школы СКА «Юность» (2016—2020).